# João Paulo Mendonça
João Paulo Lago de Mendonça (ur. 27 maja 1958 w Lizbonie) – portugalski judoka. Olimpijczyk z Moskwy 1980, gdzie zajął dziewiąte miejsce w wadze ekstralekkiej.
Uczestnik mistrzostw świata w 1979 roku. Uczestnik turniejów.

## Letnie Igrzyska Olimpijskie 1980
| Konkurencja | Eliminacje           | Eliminacje          | Repasaże                | Klas. końcowa |
| Konkurencja | Przeciwnik I         | Przeciwnik II       | Przeciwnik I            | Miejsce       |
| ----------- | -------------------- | ------------------- | ----------------------- | ------------- |
| 60 kg       | Marian Donat (POL) Z | Thierry Rey (FRA) P | Reino Fagerlund (FIN) P | 9.            |